# TiA
TiA（ティア、1987年6月11日 – ）は、日本の女性シンガーソングライターである。旧芸名TIA（読み同じ）。「TiA」の由来は、冠のTiara。2006年2月から2011年4月までは芸名をTIAに変更していた。デビュー当時、S.M.エンターテインメントジャパンに所属していたため、先輩であるBoAの妹分ということで「i」を小文字にしている。

## 経歴
横浜市旭区二俣川出身で、身長152cm。血液型はO型。クォーター（父は日本人、母はドイツ系アメリカ人と日本人のハーフ）。音楽が好きな家庭に生まれ、幼少の頃から歌手を目指す。
14歳の頃に書いた「Every time」のデモテープをS.M.エンターテインメントジャパンに送り、2004年6月9日に1stシングル「Every time」でエピックレコードよりメジャー・デビュー。続く2ndシングル「流星」が人気アニメ「NARUTO」の主題歌に抜擢され、スマッシュヒットを連続。1stアルバム「humming」は第19回日本ゴールドディスク大賞を受賞。
2012年1月18日には、アルバム「Love Attendant」をKnife Edgeよりリリース。「Uta-Netモバイル」では年間チャート4位にランクイン。配信サイト「レコチョククラブうた」では6作連続1位獲得、「music.jp」では、2作連続の総合1位を獲得。同年3月、10月には横浜BLITZにて2度のワンマンライブを完売。その後ミニアルバム「Girl's Soul」アルバム「message」をリリース。
2014年、単身渡米し、アメリカニューヨークを中心に歌手活動を開始。アポロ・シアター アマチュアナイトでは、準優勝を果たし4回出場を果たす。
ニューヨークでの大会優勝経歴
- ブルックリンXファクター 優勝
- RiP the Mic 優勝
- A Star.is born 優勝
- Big poppa Rick birthday bash contest 優勝
- スタテンアイランドゴスペルフェスト　ソロイスト 優勝
- アメリカ東海岸 最大のゴスペル祭典　マクドナルドゴスペルフェスト2016
  - 2万人のオーディションから選ばれ、3人組の「おむすびシスターズ」としてグループ枠日本人初優勝。

ハーレムジャパニーズクワイアとしての共演者
- Rey chew,Yolanda Adams,Donnie McClurkin,Shirley Caesar,Richard Smallwood,Dionne Warwick（@ Carnegie Hall）
- 2015年1st American debut song「I'm On my Way」世界配信シングルをリリース。

## 交友・家族
かつて同じ事務所所属だったユンナとは仲が良い（ユンナは日記で、TiA姉と言っている）。TiA本人のブログにも登場するタレントの安藤成子や小阪由佳、元SDN48の河内麻沙美は親友である。また阿井莉沙とは中学時代からの親友で、お互いのブログにも度々登場している。愛犬はポム（パグ）。大好物はアイスクリーム。劇団ひとりが、自身の番組内でTiAのファンだということを公表し、後にTiA本人も番組（『やぐちひとり©』2006年3月22日）に出演した。5人兄妹の末っ子である。

## ディスコグラフィ

### シングル
1. Every time（2004年6月9日）　フジテレビ系『HEY!HEY!HEY! MUSIC CHAMP』エンディングテーマ
2. 流星（2004年8月4日）　テレビ東京系アニメ『NARUTO -ナルト-』エンディングテーマ
3. ねがい/バースデーイヴ（2004年11月17日）
  1. ねがい日本テレビ放送網系『TVおじゃマンボウ』エンディングテーマ
  2. バースデーイヴ　『フジテレビフラワーセンター』イメージソング
4. Promise（2005年8月3日）　テレビ東京系アニメ『焼きたて!!ジャぱん』オープニングテーマ
5. ずっと ずっと…（2006年3月24日）

### 配信限定シングル
- With You（2009年1月21日）
- キミノミカタ（2009年3月4日）
- Future（2009年4月22日先行配信）
- 愛してる（2009年6月24日）
- Sapphire / Satoshi Homura Remix（2009年6月24日）
- 誰よりキミを好きでいるから（2010年10月14日先行配信）
- サクラ涙（2010年3月3日先行配信）
- さよなら大好きなキミへ（2010年9月22日）
- 100年に一度の愛しています。（2011年6月22日先行配信）
- SEPTEMBER（2011年9月21日）
- 世界で一番キミが大好き。（2011年11月16日）
- 恋するキモチ♡（2012年1月10日先行配信）
- I'm On My Way （2015年 世界配信シングル）
- Rejoice（2020年11月11日）

### アルバム
1. humming（2004年12月15日）
2. message（2009年10月28日）
3. Love Attendant（2012年1月18日）
4. MIRACLE（2019年6月5日）

### ミニアルバム
1. Girl's Soul（2008年6月11日）
2. Acotic Vol.1 2014年3月27日）Tell me／生きてさえいれば
3. Acotic Vol.2（2014年4月19日）天使がわたしにくれたもの／I Believe U
4. Acotic Vol.3（2014年5月18日）叶わぬ恋と愛するワタシ／Papara
5. NY to JAPAN（2018年9月30日）Joyful/It Could Have Been Another Way 他

### ラジオ
- 「TiAの眠れnightラジオ」FMやまと（2011年12月にて終了）
- 「イチキュン♡」FM横浜（2012年1月-6月）

### 参加作品
- 8utterfly『Diary』
  - 4.My first love with TIA

- K.J.『K.J. with...』
  - 5.ブランニューデイ with TIA

後にTiAの3rdアルバム『Love Attendant』にも収録。

- 山下伶『Candid Colors』
  - 10.Amazing Grace